# 1875 en Grèce
Chronologie de la Grèce
- 1871
- 1872
- 1873
- 1874
- 1875
- 1876
- 1877
- 1878
- 1879

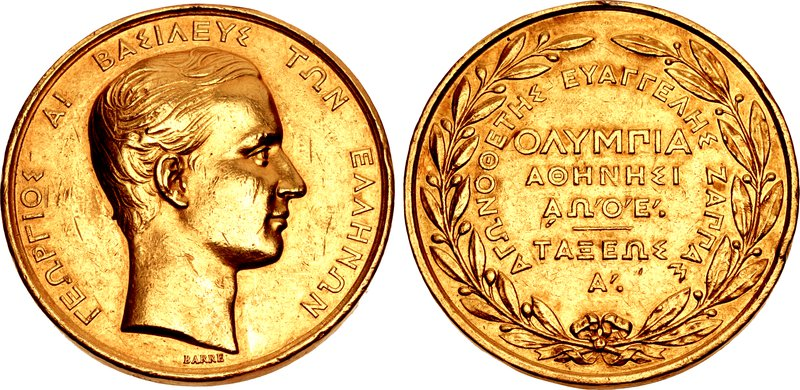
Médaille d'or pour les Jeux olympiques de Záppas de 1875.

Cette page concerne les évènements survenus en 1875 en Grèce  :

## Évènement
- 18 juillet : Élections législatives

## Sport
- Jeux olympiques de Záppas

## Création
- Asmodaíos (el), quotidien.

## Naissance
- Geórgios Aspréas (el), journaliste.
- Aléxandros Diomídis, premier ministre.
- Georges Lambelet, compositeur, musicologue et critique musical.
- Andréas Michalakópoulos, personnalité politique.
- Angelikí Panagiotátou, médecin et microbiologiste.
- Ioánna Stephanópoli, journaliste.
- Dimítrios Theodorídis (el), médecin.
- Thomás Xenákis, gymnaste.

## Décès
- Ioánnis Drákos (el), militaire.
- George Finlay, historien écossais.
- Ioánnis Kóssos (el), sculpteur.
- Aléxandros Lykoúrgos (el), religieux, théologien et professeur d'université.
- Aristídis Moraïtínis, Premier-ministre.
- Panagiótis Rompótis (el), religieux, théologien et professeur d'université.